# Don Vacca Corleone
Don Vacca Corleone è il nono album in studio del rapper italiano Vacca, pubblicato l'11 gennaio 2019 dalla sua etichetta indipendente Solo Bombe.

## Tracce
1. Calimocho – 3:33
2. Vallazansca (feat. Yung Fume) – 3:06
3. Merci beaucoup (feat. Jamil) – 3:50
4. Accalappianani 2.0 – 3:32
5. DVC – 3:41
6. Da solo – 3:13
7. Porco (feat. Jamil & Skioffi) – 5:08
8. Bah Bah – 3:17
9. S'il vous plait (feat. Cromo) – 3:25
10. Corvetto (feat. l'Elfo) – 3:46
11. Kraken – 2:32

## Classifiche
| Classifica (2019) | Posizione massima |
| ----------------- | ----------------- |
| Italia            | 10                |